# Atherospio disticha
Atherospio disticha är en ringmaskart som beskrevs av Mackie och Duff 1986. Enligt Catalogue of Life ingår Atherospio disticha i släktet Atherospio och familjen Spionidae, men enligt Dyntaxa är tillhörigheten istället släktet Pygospiopsis och familjen Spionidae. Arten är reproducerande i Sverige. Inga underarter finns listade i Catalogue of Life.